# 帕拉斯科維亞 (克吉奇夫卡區)
49°21′59″N 35°57′40″E / 49.36639°N 35.96111°E
帕拉斯科維亞（烏克蘭語：Парасковія），是烏克蘭東部的村莊，隸屬哈爾科夫州的別列斯京區。該村始建於1750年，面積4.31平方公里，海拔高度121米，2001年人口603，人口密度每平方公里140人。